# Archelon
Archelon är ett utdött släkte av havssköldpaddor i familjen Protostegidae som levde i Nordamerika i yngre krita (mellan 75 och 65,5 miljoner år sedan). Med en längd av upp till 4,6 meter är Archelon den största havsskölpaddan genom tiderna.